# Linia kolejowa Sztutowo – Nowa Karczma
Linia kolejowa Sztutowo – Nowa Karczma – funkcjonująca w roku 1945 oraz w latach 1948-1953 wąskotorowa linia kolejowa.

## Historia
Linia była budowana od końca stycznia do połowy kwietnia 1945 r. przez saperów Wehrmachtu. Punktem docelowym miały być okolice Alttief w pobliżu portu Pillau na terenie obecnego obwodu królewieckiego. Do budowy wykorzystano materiał z rozbieranych linii i bocznic kolejek żuławskich. Linię wyprowadzono ze stacji w Sztutowie i poprowadzono przez las w kierunku Kątów Rybackich, gdzie tor zbliżał się do wybrzeża. Na dalszym odcinku trasa wiodła równolegle do brzegu skręcając miejscami głębiej w las. Na znacznej długości poprowadzono ją jednak grzbietem nadmorskich wydm. Pomiędzy Kątami Rybackimi i Skowronkami zbudowano trzy mosty nad rowami przeciwczołgowymi. Ogółem Niemcy zdążyli wybudować około 50 km toru, który na całej długości był wykorzystywany jedynie przez kilkanaście dni. W trakcie zaciętych walk z Armią Czerwoną na przełomie kwietnia i maja 1945 infrastruktura została w znacznym stopniu zniszczona.
Po przejęciu administracji przez władze polskie podjęto decyzję o odbudowie odcinka Sztutowo – Krynica Morska. Do 1948 r. odbudowano mosty nad rowami przeciwczołgowymi, naprawiono miejscami podmyty albo zasypany tor i rozpoczęto przewozy na potrzeby Marynarki Wojennej, która wówczas przejęła z rąk sowieckich bazy w Skowronkach i Krynicy Morskiej. Wybudowana pospiesznie i ze słabych materiałów linia przysparzała wielu problemów. Po ukończeniu budowy szosy biegnącej wzdłuż Mierzei kolejka okazała się nieprzydatna i we wrześniu 1953 r. rozpoczęto jej rozbiórkę. Pozostawiono wówczas jedynie odcinek o długości ok. 3,5 km od Krynicy Morskiej w stronę Nowej Karczmy, który przetrwał do około 1965 r. Do dziś można spotkać na trasie pojedyncze podkłady i inne elementy nawierzchni kolejowej.

## Tabor
Na linii ze względu na ochronę lasów nadmorskich nigdy nie stosowano trakcji parowej.
- Do budowy i obsługi linii Wehrmacht dysponował czteroosiowymi lokomotywami spalinowymi typu HF 200 D(inne języki) o mocy 200 KM.
- W pierwszym okresie po odbudowie linii przez władze polskie stosowano trakcję konną, jednakże ze względu na trudny profil przysparzało to licznych kłopotów.
- W 1950 roku sprowadzono z Kolei Jabłonowskiej z Warszawy dwie trzyosiowe lokomotywy o mocy 100 KM. Pojazdy te okazały się bardzo awaryjne, co było jednym z czynników, które przesądziły o likwidacji linii.